# Achirus scutum
Achirus scutum är en fiskart som först beskrevs av Günther 1862.  Achirus scutum ingår i släktet Achirus och familjen Achiridae. IUCN kategoriserar arten globalt som livskraftig. Inga underarter finns listade i Catalogue of Life.